# 重森孝子
重森 孝子（しげもり たかこ、1939年〈昭和14年〉9月14日 - ）は、脚本家（映画、TV）。兵庫県西宮市生まれ。

## 来歴
兵庫県立鳴尾高等学校～同志社大学文学部(1962年）卒。在学中は「第三劇場」に所属。卒業後、劇団仲間と結婚し上京、離婚後シナリオ研究所に学ぶ。在学中に浦山桐郎と知り合い、1970年に浦山との間の娘を出産。

## 主な作品

### 映画
- 濡れた二人（1968年）
- 俺たちの荒野（1969年）
- 二十歳の原点（1973年）
- はつ恋 （1975年）
- 泥の河(1981年)
- ガラスの中の少女（1988年）
- せんせい（1989年）
- 母 小林多喜二の母の物語（2017年）

### テレビドラマ
- 裁きの夏（1976年）
- 白い荒野（1977年）
- 3年B組金八先生
- 1年B組新八先生（1980年）
- 哀しみは女だけに（1980年）
- 新・哀しみは女だけに（1981年）
- 2年B組仙八先生（1981年）
- 生きてん、母ちゃん！（1981年）
- 松本清張の強き蟻（1981年）
- イエスの方舟事件（1981年）
- 父さんからの贈りもの（1981年）
- 哀しみは女だけに3（1981年）
- 走れ！デリア俊子（1981年）
- 秘められた訪問者（1982年）
- 哀しみは女だけに4（1982年）
- 危険なしのび逢い（1982年）
- 続生きてん母ちゃん（1982年）
- 惨事（1982年）
- 天使が消えていく（1982年）
- 教育ママの決算書（1982年）
- 哀しみは女だけに（1982年）
- 太陽の子（1982年）
- 赤ちゃん取り違え事件（1982年）
- 花嫁のアメリカ（1982年）
- ガラスの絆（1983年）
- 悪魔になった妻（1983年）
- 松本清張の歯止め（1983年）
- 愛の讃歌（1983年）
- 仮面の誘惑（1983年）
- 女の事件簿　母子無理心中（1983年）
- 変身願望（1983年）
- 千春子（1983年）
- 下町物語（1983年）
- 今ぞ恋しき（1983年）
- 嫁姑（1984年）
- 冷やかな情死（1984年）
- 喪服を脱いだ女（1984年）
- 父さんお帰りなさい（1984年）
- 家族の晩餐（1984年）
- 一度は有る事（1984年）
- 家路の果て（1985年）
- ああ哀しき女子刑務所（1985年）
- ニッポン親不孝物語（1985年）
- 優しい嘘（1985年）
- '85年型家族あわせ（1985年）
- 女が生まれかわる時（1985年）
- 突然の朝（1986年）
- 裸で殺そう　悪妻を上手に殺す方法（1986年）
- ふたたびの街（1986年）
- 都の風（1986年）
- 胡桃の家（1987年）
- 車椅子の花嫁（1987年）
- おとんぼ（1987年）
- 代議士の妻たち(1988年)
- 代議士の妻たち2(1989年)
- ハラスのいた日々（1989年）
- 永田町〜平成元年の変(1989年)
- ふたたびの海（1989年）
- 和っこの金メダル（1989年）
- 芸能社会（1990年）
- いのち燃えつきて（1990年）
- 横浜ベイブリッジ殺人事件（1990年）
- 母をたずねて三千里（1991年）
- イラク人質の妻たち（1991年）
- 女医の殺人（1991年）
- 東京恋物語　駒沢公園の女（1991年）
- 救急指定病院（1991年）
- 松本清張作家活動40年記念・迷走地図（1992年）
- 女弁護士 朝吹里矢子13（1992年）
- 代議士の妻たちスペシャル（1993年）
- 美人秘書の秘密2（1993年）
- 燃える秘密（1993年）
- ある男の三日間（1993年）
- 深夜の法廷（1994年）
- 愛をみつけた（1995年）
- 刑事追う!（1996年）
- かんにんな（1996年）
- 家族の48時間（1998年）
- 京都グルメ旅行殺人事件（2002年）
- 下町・銭湯騒動記2（2003年）
- 屋形船の女2（2003年）
- 屋形船の女3（2004年）
- 獄窓記（2005年）
- 当番弁護士・北条桜子（2005年）

## 著書
- 『都の風 : NHKテレビ・シナリオ 上 (快走篇)』講談社、1987年1月26日。
- 『都の風 : NHKテレビ・シナリオ 中 (愛別篇)』講談社、1987年2月20日。
- 『都の風 下 (飛翔篇)』講談社、1987年3月20日。